# Annemarie Schoenle
Annemarie Schoenle (* 20. Jahrhundert in München) ist eine deutsche Schriftstellerin und Drehbuchautorin. Sie lebt in Poing, Oberbayern.

## Leben
Annemarie Schoenle absolvierte eine Ausbildung an der Bayerischen Verwaltungsschule. Sie war danach Chefsekretärin eines Werbeverlags und Büroleiterin sowie Verkäuferin.
1988 erschien ihr Debütroman beim Verlag Droemer Knaur.
1994 wurde ihr Roman Nur eine kleine Affäre zu einer Miniserie verfilmt, dies brachte ihr einen Adolf-Grimme-Preis für das beste Drehbuch ein. Es wurden weitere ihrer Romane fürs Fernsehen verfilmt. 1998 wurde sie mit dem Telestar geehrt für das Drehbuch von Eine ungehorsame Frau.

## Bücher (Auswahl)
- 1988: Ringelblume sucht Löwenzahn (auch: Alte Freunde küsst man nicht)
- 1989: Und abends nur noch Mondschein
- 1989: Frühstück zu viert
- 1991: Nur eine kleine Affäre
- 1991: Lieben sie Langusten? (Kurzgeschichten)
- 1992: Verdammt, er liebt mich
- 1994: Eine ungehorsame Frau
- 1995: Rache und was sonst noch zählt (Kurzgeschichten)
- 1998: Frauen lügen besser
- 2001: Ich habe nein gesagt
- 2004: Du gehörst mir
- 2008: Familie ist was wunderbares

## Filmografie (Auswahl)
- 1994: Nur eine kleine Affäre (Miniserie, 5 Folgen)
- 1996: Verdammt, er liebt mich
- 1996: Alte Freunde küsst man nicht
- 1997: Herz über Kopf
- 1997: Frühstück zu viert
- 1998: Eine ungehorsame Frau
- 1999: Ich habe nein gesagt
- 2000: Frauen lügen besser
- 2000: Ich beiß zurück
- 2003: Freundinnen für immer
- 2005: Zwei gegen zwei
- 2008: Familie ist was Wunderbares
- 2010: Ihr mich auch